# Schießhalle Peking

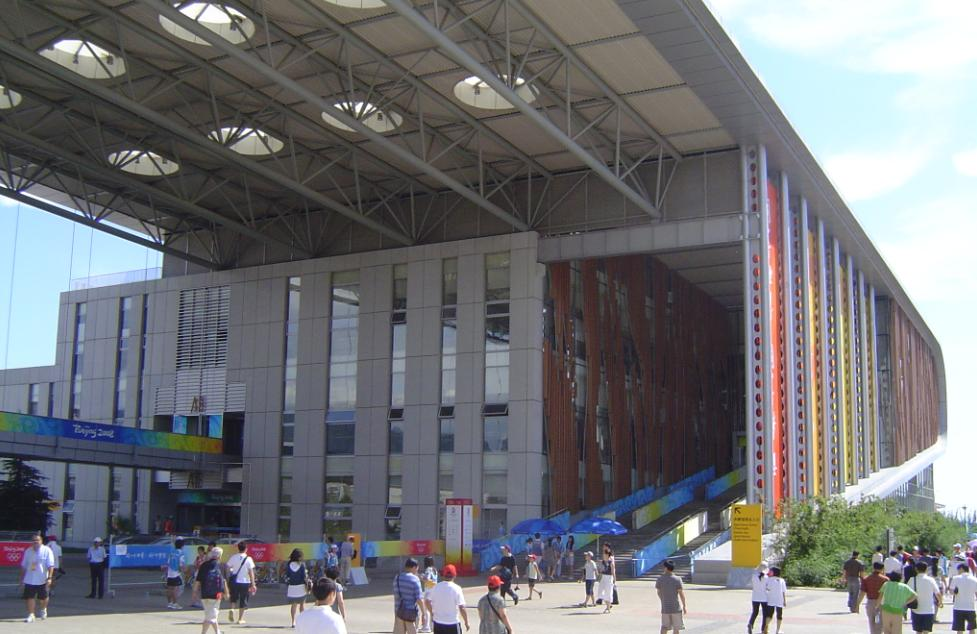
Schießhalle Peking

In der Schießhalle Peking wurden während der Olympischen Sommerspiele 2008 und der Sommer-Paralympics 2008 die Wettbewerbe im Sportschießen ausgetragen. Die Halle befindet sich im Pekinger Stadtteil Shijingshan.

## Bau und Gebäude
Der Bau der Schießhalle Peking begann am 13. Juli 2004, die Fertigstellung erfolgte nach drei Jahren Bauzeit am 28. Juli 2007. Die Sportstätte ist insgesamt 45.645 Quadratmeter groß und umfasst unter anderem Hallen für die Qualifikationswettkämpfe, eine Halle für die Finalwettkämpfe. Die Form des Eingangsbereich, der beide Hallen miteinander verbindet, erinnert an einen Bogen, was an die Herkunft des Schießsports erinnern soll. In beiden befinden sich Schießstände über 10, 25 und 50 Meter Länge. Insgesamt finden 8600 Zuschauer Platz auf 2.170 festinstallierten und 6430 nicht dauerhaft installierten Sitzplätzen. Die Sitzplätze verteilen sich zu 6100 auf die Qualifikations-Halle und 2.500 auf die Final-Halle.
Die Schießstände sind mit einem elektronischen Ergebnisanzeigesystem ausgerüstet, bei dem Ringzahl und Lage des Schusses dem Schützen auf einem Monitor angezeigt werden.

## Olympische Wettkämpfe
Während der Olympischen Sommerspiele wurden folgende Wettbewerbe ausgetragen:
- Männer
  - Kleinkaliber liegend 50 Meter
  - Kleinkaliber Dreistellungskampf 50 Meter
  - Luftgewehr 10 Meter
  - Freie Pistole 50 Meter
  - Schnellfeuerpistole 25 Meter
  - Luftpistole 10 Meter
- Frauen
  - Kleinkaliber Dreistellungskampf
  - Luftgewehr 10 Meter
  - Sportpistole 25 Meter
  - Luftpistole 10 Meter

Dazu kommen noch die Wettbewerbe während der Paralympics, die ebenfalls 2008, kurz nach den Olympischen Sommerspielen, stattfanden.

## Weitere/Geplante Nutzung
Nach den Sommerspielen 2008 sollen weitere internationale und nationale Schießsport-Ereignisse in der Schießhalle Peking ausgetragen werden.